# Programma delle Nazioni Unite per l'HIV/AIDS
Il Programma delle Nazioni Unite per l'HIV e l'AIDS (UNAIDS), in inglese Joint United Nations Programme on HIV and AIDS, è un programma delle Nazioni Unite per accelerare, intensificare e coordinare l'azione globale contro l'AIDS (sindrome da immunodeficienza acquisita).
L'attività dell'UNAIDS è quella di condurre campagne informative sulla prevenzione dell'AIDS, offrire cure ai malati di AIDS nei paesi più poveri (e più colpiti) e migliorare le condizioni di vita dei malati. L'azione dell'UNAIDS si articola in 5 punti:
- guidare la lotta mondiale contro l'AIDS e distribuire gli aiuti
- dare informazioni ed assistenza tecnica alle organizzazioni umanitarie che combattono l'AIDS
- studiare e prevenire lo sviluppo dell'epidemia
- lo sviluppo della cooperazione nazionale al fine di dare una risposta collettiva e non disorganizzata all'epidemia
- trovare fondi per combattere la malattia, supportare l'azione delle altre agenzie dell'ONU.

Il quartier generale dell'organizzazione è a Ginevra, il direttore esecutivo è dal 1º novembre 2019 l'ugandese Winnie Byanyima.

## Collaborazioni
L'organizzazione collabora strettamente con le altre agenzie ONU per perseguire vari obiettivi:
- Banca Mondiale
  - Fornisce i finanziamenti necessari per l'organizzazione.
- Fondo delle Nazioni Unite per l'infanzia (UNICEF)
  - Per aiutare i bambini sieropositivi e aiutare i genitori.
- Fondo delle Nazioni Unite per la popolazione (UNFPA)
  - Per la protezione delle popolazioni gravemente colpite dalla malattia.
- Commissione per le droghe narcotiche
  - Per prevenire la trasmissione della malattia tra i tossicodipendenti e curarli.
- Organizzazione internazionale del lavoro (ILO)
  - Per prevenire la diffusione della malattia sul posto di lavoro.
- Organizzazione delle Nazioni Unite per l'educazione, la scienza e la cultura (UNESCO)
  - Per sviluppare e distribuire materiale informativo sulla malattia.
- Organizzazione mondiale della sanità (OMS)
  - Per la coordinazione dei medici nelle aree più colpite dal virus.
- Programma alimentare mondiale (WFP)
  - Per dare aiuti alimentari ai malati già debilitati dalla malattia.
- Programma delle Nazioni Unite per lo sviluppo (UNDP)
  - Per sviluppare economicamente i paesi più colpiti dall'AIDS.

## Pubblicazioni
- (EN) The UNAIDS Governance Handbook (PDF), Ginevra, UNAIDS, 2020.